# Copes Grauer Laubfrosch

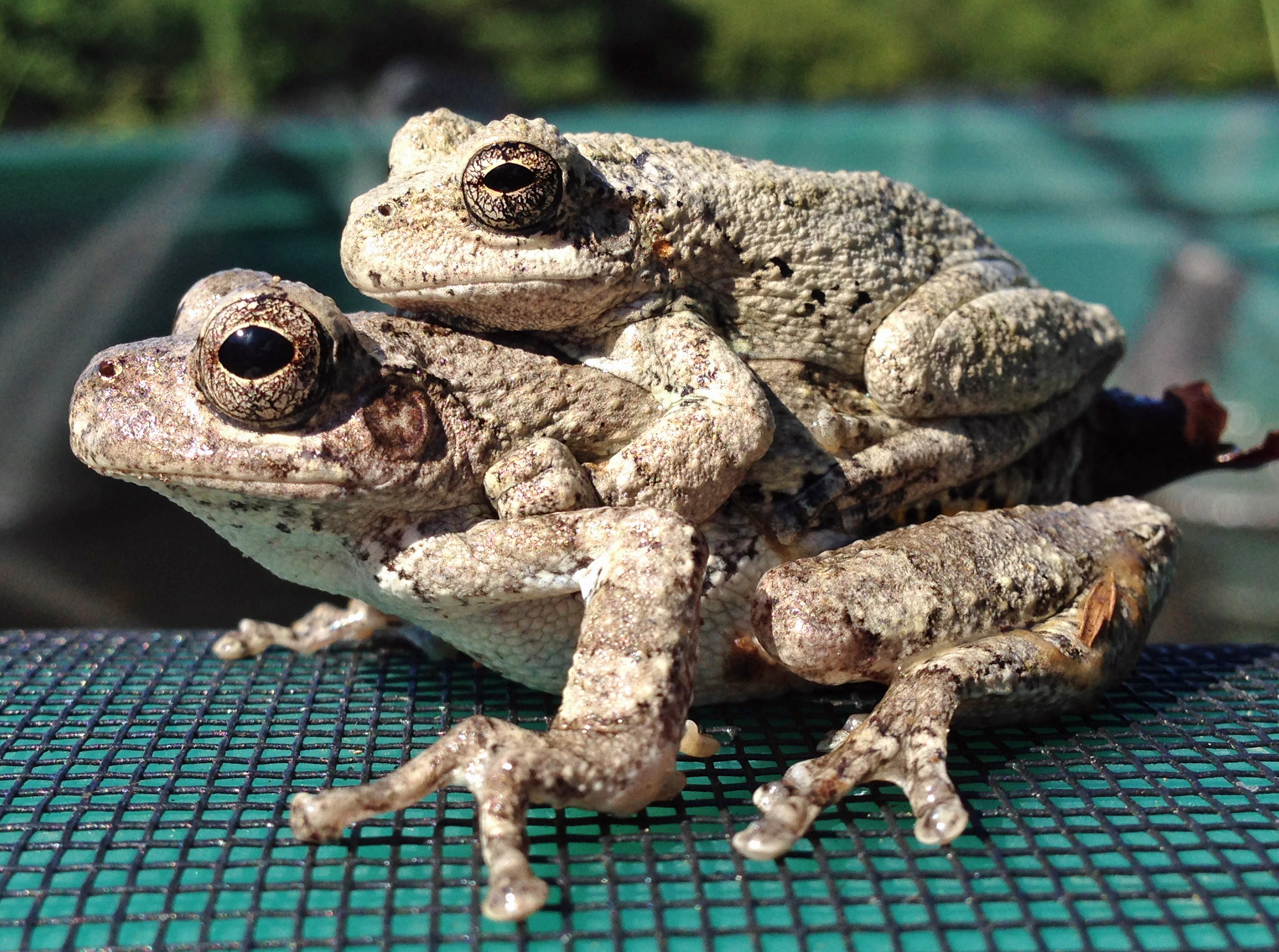
Copes Grauer Laubfrosch (Dryophytes chrysoscelis), Geschlechtsdimorphismus

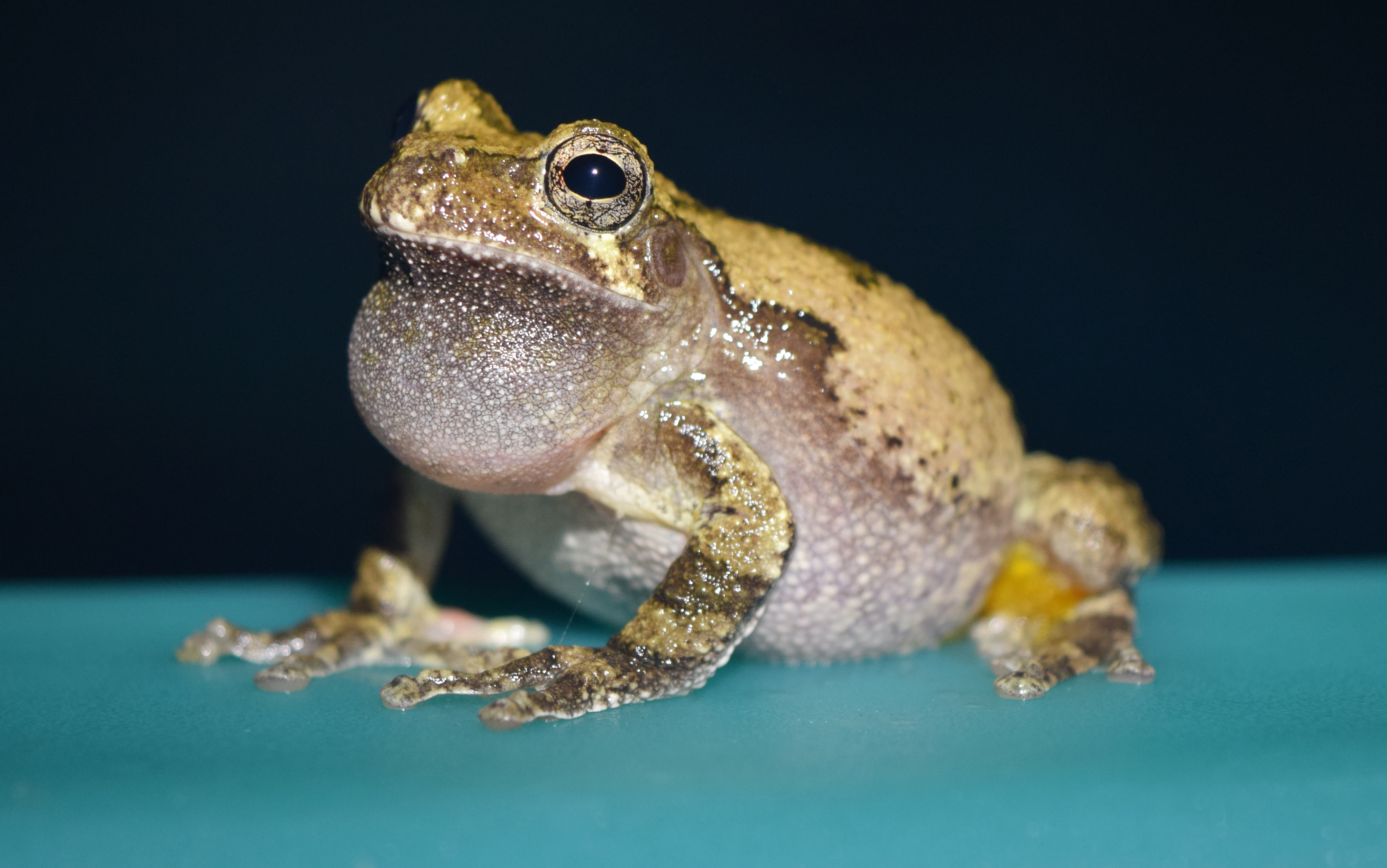
Copes Grauer Laubfrosch (Dryophytes chrysoscelis), Männchen rufend

Copes Grauer Laubfrosch (Dryophytes chrysoscelis, Synonym: Hyla chrysoscelis) ist eine in den USA und Kanada vorkommende Art aus der Gattung Dryophytes in der Familie der Laubfrösche (Hylidae).
Dryophytes  chrysoscelis ist eng verwandt mit Dryophytes versicolor, dem Östlichen Grauen Laubfrosch.

## Aussehen
Copes Grauer Laubfrosch misst im Regelfall 3,2 bis 5,1 Zentimeter, er kann bis zu 6 Zentimeter Kopf-Rumpf-Länge erreichen. Er zeigt eine von gesprenkeltem Grau bis zu Grau-Grün variierende Färbung. Oft zeigt der Rücken schwarze Flecken. Die grünlichen Farben erscheinen vorwiegend in der Brutsaison und bei Jungfröschen. Unterhalb des Auges zeigt sich meist ein weißer Fleck. Die Unterseite der Hinterbeine kann eine orange oder goldgelbe Färbung mit schwarzen sprenkeln aufweisen. Der Bauch ist weiß.

### Geschlechtsdimorphismus
Äußerlich tritt fast kein Geschlechtsdimorphismus auf. In der Paarungszeit unterscheiden sich die Geschlechter des Froschs nur wenig: Männliche Exemplare haben schwarze oder graue Hälse, die der Weibchen sind heller.

### Ähnliche Arten
Das Verbreitungsgebiet von Copes Grauem Laubfrosch überschneidet sich weitgehend mit dem seines engen Verwandten, des Östlichen Grauen Laubfroschs (Dryophytes versicolor). Von diesem unterscheidet er sich durch hell-orangefarbene Flecken auf der Unterseite der Hinterbeine. Diese werden beim Sprung des Tieres sichtbar und sind namensgebend für den biologischen Namen. Ein weiteres Unterscheidungsmerkmal ist die höhere Stimmlage der Rufe des Frosches und deren schnellere Abfolge. Außerdem unterscheiden sich die beiden Arten in der Anzahl der Chromosomen. Dryophytes versicolor hat einen tetraploiden Chromosomensatz mit 48 Chromosomen, Dryophytes chrysoscelis ist diploid mit 24 Chromosomen. Es kommt auch manchmal zur Kreuzung der beiden Arten, die Hybride können sich jedoch im Regelfall nicht weiter vermehren.

## Verbreitung
Copes Grauer Laubfrosch kommt in den östlichen und südöstlichen Vereinigten Staaten und im Norden bis nach Kanada (Manitoba) vor. Westlich der Großen Seen ist er im östlichen North Dakota, dem mittleren und östlichen South Dakota, dem nördlichen und mittleren Nebraska, in Minnesota, Wisconsin, Missouri und dem östlichen Kansas bis ins zentrale und südliche Texas verbreitet. Im Osten kommt er von Michigan, Illinois, Ohio, Pennsylvania und Maryland südlich bis Florida vor. Westlich von Florida umfasst das Verbreitungsgebiet alle Staaten bis Texas.

## Lebensweise
Copes Grauer Laubfrosch bevorzugt Waldgebiete bis zu den Rändern, zieht jedoch auch in offenere Landschaften auf der Suche nach einem geeigneten Laichplatz, beispielsweise in Waldflecken rund um ein Gewässer in der Prärie. Man findet ihn meist nicht weiter als ein paar hundert Meter von einem Gewässer entfernt. Für die Brut sind temporäre oder permanente Gewässer geeignet, wie große Regenpfützen, Gräben, Altarme, Bäche und Teiche. Die Ufer sind meist dicht bewachsen und bieten den Fröschen Schutz und Nahrung. Sie überwintern in Astlöchern, unter der Rinde von Bäumen, im Laub oder unterhalb von Wurzeln. Sie vertragen auch Trockenperioden sowie Temperaturen von bis zu −8 °C.

### Nahrung
Die Frösche ernähren sich von Insekten, die sie auf dem Boden und in der Vegetation finden. Kommt Copes Grauer Laubfrosch (Dryophytes chrysoscelis) sympatrisch mit dem Östlichen Grauen Laubfrosch (Dryophytes versicolor) vor, so zeigt sich, dass Copes Grauer Laubfrosch eher Insekten aus den Bäumen und Büschen zu sich nimmt, während sich der Graue Laubfrosch von Insekten auf dem Boden ernährt.
Die Kaulquappen fressen im Wasser Algen, pflanzliche Überreste und Detritus.

### Fortpflanzung
Die männlichen Exemplare der Spezies rufen in den Monaten Mai bis August bei warmem Wetter meist von Ästen, aber auch von der Ufervegetation oder dem Boden am Gewässerrand aus, etwa eine Woche, bevor sie die Brutgewässer aufsuchen. In manchen Fällen vereinigen sie sich in Gruppen (Chören), dies jedoch meistens bei Nacht. Der Laich wird in Bündeln von 20 bis 40 Eiern im flachen Wasser abgelegt, in welchem normalerweise keine Fische leben. Nach ca. 5 Tagen schlüpfen die Kaulquappen aus, die sich in ca. 45 bis 65 Tagen zu voll ausgebildeten Tieren entwickeln.

## Gefährdung und Schutz
Copes Grauer Laubfrosch kommt in den östlichen Vereinigten Staaten bis nach Kanada vor und verträgt auch Trockenperioden sowie Temperaturen von bis zu −8 °C. Sie bevorzugen Waldgebiete ziehen jedoch auch in offenere Landschaften auf der Suche nach einem geeigneten Laichplatz. Der Bestand der Amphibie ist laut Roter Liste der IUCN nicht gefährdet (least concern).

## Systematik und Taxonomie
Copes Grauer Laubfrosch ist nach seinem Erstbeschreiber Edward Drinker Cope benannt, der ihn 1880 unter dem Namen Hyla femoralis chrysoscelis in seiner Beschreibung der Fauna von Texas On the zoological position of Texas verzeichnete. 1910 wurde der Frosch unter dem wissenschaftlichen Namen Hyla versicolor chrysoscelis als Unterart zur Art des Östlichen Grauen Laubfrosches gestellt. Erst 1966 wurde die Unterart als eigene Art ausgegliedert. Es wird angenommen, dass sich die beiden Froscharten im Pleistozän auseinanderentwickelt haben und zwar die tetraploide Form Dryophytes versicolor aus der diploiden Form Dryophytes chrysoscelis.
Bis 2016 war Copes Grauer Laubfrosch unter dem wissenschaftlichen Namen Hyla chrysoscelis bekannt, die nordamerikanischen Hyla-Arten wurden jedoch zusammen mit einigen ostasiatischen aus der Gattung Hyla ausgegliedert und in der Gattung Dryophytes zusammengestellt.